# Javier Arce
Pour les articles homonymes, voir Arce.
Javier Arce, né à Saragosse (Aragon) le 21 avril 1945, est un historien et archéologue espagnol, spécialiste notamment de l'Antiquité tardive et de l'Hispanie romaine.

## Biographie
Professeur d'archéologie romaine à l'Université Lille-III, membre étranger du Comité de rédaction de la Revue archéologique (Paris) et membre correspondant de l'Institut archéologique allemand (Berlin), Javier Arce fut également le directeur de l'École espagnole d'histoire et d'archéologie de Rome de 1990 à 1997, et le coordinateur du projet international « The Transformation of the Roman World » de la Fondation européenne de la science.

## Publications sélectives

### Ouvrages
- (es) Caesaraugusta, ciudad romana, Zaragoza : Guara, DL 1979.  (ISBN 8485303164)
- (es) El último siglo de la España romana (284-409), Madrid : Alianza Editorial, 1982.  (ISBN 8420623474)
- (es) Estudios sobre el Emperador Juliano. Fuentes literarias, epigrafía, numismática, Madrid : Editorial CSIC - CSIC Press, 1984.  (ISBN 8400056671)
- (es) España entre el mundo antiguo y el mundo medieval, Madrid : Taurus, cop. 1988.  (ISBN 8430612882)
- (es) Funus Imperatorum : los funerales de los emperadores romanos, Madrid : Alianza Editorial, 1990.  (ISBN 8420670685)
- (es) Bajo el palio del Gran Rey, Madrid : Información e Historia, 1994.  (ISBN 8476791011)
- (es) La frontera (Anno Domini 363), Madrid : Alianza Editorial, 1995.  (ISBN 8420607703)
- (es) Bárbaros y Romanos en Hispania (400-507 A.D.), Madrid : Marcial Pons Historia, 2005.  (ISBN 8496467023)
- (es) El último siglo de la España romana (284-409), 2e édition, corrigée et augmentée, Madrid : Alianza Editorial, 2009.  (ISBN 9788420682662)
- (es) Esperando a los árabes: los visigodos en Hispania (507-711), Madrid : Marcial Pons Historia, 2011.  (ISBN 8492820446)
- (es) Alarico (365/370-410 A.D.) : la integración frustrada, Madrid : Marcial Pons Historia, 2018.  (ISBN 8416662533)

### Articles
- (es) Conflictos entre paganismo y cristianismo en Hispania durante el siglo IV [PDF], Institución Príncipe de Viana. Consejo de Cultura de Navarra, 1971.
- (es) Mérida tardorromana (284-409 d.C.), Cuadernos emeritenses, Nº. 22, 2003, págs. 13-38.
- (es) Vascones, visigodos e isaurios, Boletín Arkeolan, ISSN 1137-2052, Nº. 15, 2007-2008, págs. 73-79.
- (es) La inscripción del puente de Mérida de época del rey Eurico (483 d.C.) [PDF], Pyrenae : revista de prehistòria i antiguitat de la Mediterrània Occidental, ISSN 0079-8215, ISSN-e 2339-9171, Vol. 39, Nº. 2, 2008, págs. 121-126.
- (es) El siglo V en Galia e Hispania, Zona arqueológica, ISSN 1579-7384, Nº. 11, 2008 (Ejemplar dedicado a : El tiempo de los "Bárbaros". Pervivencia y transformación en Galia e Hispania (ss. V-VI d.C.)), págs. 66-77.
- (es) El ascenso irresistible de la Iglesia: el Regnum Gothorum (507-711) [PDF], Mainake, ISSN 0212-078X, Nº. 31, 2009 (Ejemplar dedicado a : La investigación sobre la Antigüedad Tardía en España : estado de los estudios y nuevas perspectivas), págs. 41-44.